# Minos (rappeur)
Pour les articles homonymes, voir Minos (homonymie).
Minos (hangeul: 마이노스), de son vrai nom Choi Minho (hangeul: 최민호), est un rappeur sud-coréen signé sous le label discographique Brand New Music. Il est spécialisé dans la production de musique hip-hop. Minos est arrivé sur la scène hip-hop coréenne en 1999 lorsqu'il a débuté dans la team Virus aux côtés de Mecca.

## Biographie
Minos est né à Daegu en Corée du Sud le 27 février 1983.

## Virus
Minos a fait ses débuts avec Mecca au sein de la team hip-hop Virus. Cette team a été formée en 1999 dans un club nommé HEAVY, sous le projet 'Hiphop Train'. Virus a sorti son premier EP en 2003 et a représenté la Corée avec leurs paroles poétiques et philosophiques, devenant presque des conteurs. Virus est actuellement en pause. La team a sorti un album single et un EP en 2003. L'album a eu une réédition en 2006, puis la team s'est mise en pause à cause du départ de Mecca. Cependant, Mecca figure sur une chanson appelée Gentleman's Quality : 건배, qui est sortie dans un album projet de Minos in Nuol.

## Eluphant
Minos est devenu un membre de la sous-unité, appelée Eluphant, qui a été créée par son label indépendant Soul Company, à l'époque. Eluphant se compose du rappeur et cofondateur de Soul Company Kebee. Ensemble, ils ont sorti leur premier album baptisé Eluphant Bakery, sorti le 19 avril 2006. Il a été réédité en 2008.

### You’re Still Beautiful
« You're Still Beautiful » est l'une des chansons d'Eluphant et est sortie en mai 2011. La chanson est le fruit du travail de plusieurs grands noms de l'industrie hip-hop coréenne. Cela est dû au fait qu'elle a été produite par Artisan Beats, un producteur qui est considéré comme un pionnier du hip-hop sud-coréen. La chanson se compose d'une mélodie au piano faite par Sung Hoon des Brown Eyed Soul; Jung Soo-wan de Serengeti et Yoo Jung-kyun ont élaboré la partie à la guitare et à la basse. On peut y entendre Kwon Jung-yeol de 10cm.

## Projet de teams internes
Soul Company a créé le projet internes de teams de producteurs afin de rendre les choses plus faciles. Minos se retrouve dans beaucoup de sous-unités, qui sont les suivantes:
- Soulman & Minos (hangeul:  소울맨 & 마이노스 )
- Eluphant (hangeul: 이루펀트 )
- Noise Mob (hangeul: 노이즈 맙)

## Liste de ses albums
- Ugly Talkin' - [date de sortie: 19 février 2008]
- The Lost Files - [date de sortie: 8 juillet 2009]
- HUMANOID/HYPNOTICA - [date de sortie: 31 décembre 2011]
- Coffee Calls For A Cigarette - [date de sortie: 2 mars 2007]
- Eluphant Bakery - [date de sortie: 19 avril 2006]
- Man On The Earth - [date de sortie: 13 juin 2011]

### Succès
- Take Me There (feat. MC Meta, SKEZ)
- Gentleman's Quality : 건배 (feat. Mecca)
- PINOCCHIO (feat. 넋업샨, Soulman)
- Urban Nite (feat. Soulman, Amin.J)
- Superstar
- She Is Not Following You
- 여전히 아름답네요 (You’re Still Beautiful)
- Mr. 심드렁
- Ophilia, Please Show Me Your Smile (feat. Paloalto & 샛별)

## Discographie de Minos

### Ugly Talkin' - Vol.1
1. Stayin' Alive
2. Ugly Talkin' (feat. Simon Dominic)
3. Speakin' Trumpet (feat. 넋업샨)
4. 말 많은 벙어리 (feat. Zito, Paloalto)
5. 상처
6. 바보닥터 (feat. 안치환, Kebee)
7. What A Wonderful World (feat. Verbal Jint, Koonta)
8. God Loves Ugly (feat. ReFeel)
9. Unbelivable Punchline : 영등포 옥탑방
10. Bite A Fake (feat. Simon Dominic, E-Sens, Dok2, DJ Pumpkin)
11. Rap 인간형 (feat. DJ Pumpkin)
12. Grab The Microphone (feat. Beatbox DG)
13. Badboy Modeling Skool (feat. 하림)
14. Vivid Dream (feat. 있다)
15. Fade Out : Stolen Moments (feat. Soulman)

### The Lost Files
1. 21 Century Aliens
2. Psycho Dumbo
3. 네 멋대로 해라 (feat. XL)
4. Drunken Figaro
5. 사랑한다는 말 (feat. Junggigo aka Cubic)
6. 햇볕이 내게로 오다 (feat. 주영)
7. Yes, I'm A Rapper (feat.태완 aka C-Luv)
8. Dangerous MC (feat. Naachal)
9. Poison
10. 독종 (feat. R-est & Zito)
11. 스톡홀름 신드롬 (feat. Lucy)
12. 마돈나 (feat. Soulman)
13. Whistle Son

## Discographie de Minos In Nuol

### Humanoid / hypnotica
1. 20 Century Humanoid
2. RE/E (feat. Junggigo)
3. Macho Man (feat. B-Free)
4. Rap 人間形 PT.2
5. Interlude: Hypnotica
6. 요람을 흔드는 손 (feat. Sean2Slow)
7. Muse, I See
8. 반달 : Man On The Moon
9. AM2
10. Skit - What?
11. RE: 니가 사는 그집 (feat. Dawn)
12. Oh, My God! (feat. Paloalto, 양성)
13. Interlude: Hope
14. Pinocchio (feat. 넋업샨, Soulman)
15. S.E.O.U.L
16. Skit - E.An Says,
17. December, Sake
18. Gentleman'S Quality : 건배 (feat. Mecca)
19. You See What I See (Nuol remix) (piste bonus)
20. Noise Mob (Nuol Remix) (piste bonus)

## Discographie de Soulman & Minos

### Coffee Calls For A Cigarette
1. When I Feel
2. 출퇴근 (feat. MC Meta)
3. Hangman's Diary (feat. Nachal, Jerry.K)
4. Tell Me (duo avec 정인, feat. Black Tea)
5. Urban Nite (feat. Amin.J)
6. Sad Movie (feat. B-Soap, Kebee)
7. No One Ever (feat. 샛별)
8. Bye-Bye 'Blue'bird (duo avec Junggigo)
9. Room & Rumour (feat. Flowa)
10. U Never Know (feat. E-Sens)
11. In Dreams...
12. Soul Free (feat. Heritage)

## Discographie d'Eluphant

### Eluphant Bakery
1. Ladies And Gentlemen
2. 그날 밤, 셋이서, 그곳에 서서 (feat. Rhyme-A-)
3. 공명(共鳴)
4. Mr. 심드렁
5. Ophilia, Please Show Me Your Smile (feat. Paloalto, 샛별)
6. 귀 빠진 날 : 생일 축하해
7. 당신이 점점 궁금해집니다
8. Pink Polaroid (feat. 있다)
9. 꿈의 터널 (feat. 강태우 Aka Soulman)
10. 원님비방전 (feat. Infinite Flow, The Quiett)
11. 코끼리 공장의 해피엔드 : 졸업식 (feat. Junggigo Aka Cubic)
12. Mr. 심드렁 (Remix)
13. Pink Polaroid (봄날의 곰 Mix)

### Man On The Earth
1. Hello My Dear
2. 해에게서 소년에게
3. Bye Bye Bike
4. 키덜트 (feat. 윤두준 de Beast)
5. She Is Not Following You (feat. JC a.k.a. 지은)
6. 월요병 (feat. Soulman)
7. 짧은 손가락 (feat. RHYME-A-)
8. 바라봐 다 (feat. 화나)
9. 여전히 아름답네요 (feat. 권정열 de 10 cm)
10. 자장가
11. 분실물

### 여전히 아름답네요
1. Hello My Dear
2. 여전히 아름답네요 (feat. 10 cm-권정열)
3. Bye Bye Bike
4. She Is Not Following You (feat. JC a.k.a. 지은)
5. 여전히 아름답네요 (Instrumental)
6. She Is Not Following You (Instrumental)

### Man on the Moon
1. 우주소년단 (feat. 임한별)
2. 달로 와요 (feat. 주영)
3. 심심할때만 (feat. 소유 de 씨스타)
4. B There
5. Motm (feat. 수다쟁이, Huckleberry P, Rhyme -A-)
6. 월식 150404
7. 이사하는 날
8. 등대 (feat. 김태우)
9. People & Places
10. 잊음 (Ism) (feat. 버벌진트, 피타입)
11. 꽃
12. 크레이터 (Crater) (feat. 김필)
13. 귀환